# Selva montana de la falla Albertina
La selva montana de la falla Albertina és una ecoregió de l'ecozona afrotropical, definida pel Fons Mundial per la Natura, i que s'estén per les muntanyes de la falla Albertina, el braç occidental de la Gran Vall del Rift, al llarg de la frontera de la República Democràtica del Congo amb Uganda, Ruanda, Burundi i Tanzània. Està inclosa en la llista Global 200.

## Descripció
És una ecoregió de selva plujosa que ocupa una extensió de 103.900 quilòmetres quadrats que inclouen, entre els llacs Albert i Tanganyika, les muntanyes Virunga, Ruwenzori i part de les muntanyes Mitumba. A més, també estan inclosos en aquesta ecoregió diversos enclavaments separats de l'àrea principal:
- les muntanyes Blaves del Congo, a l'oest del llac Albert,
- les muntanyes Malimba i Magiba, també en el Congo, a l'oest del llac Tanganyika
- i tres enclavaments a les muntanyes Mahali, a Tanzània, a l'est del llac Tanganyika.

Per sobre dels 3500 metres és substituïda per l'erm de les muntanyes Ruwenzori i Virunga.
Les precipitacions anuals oscil·len en general entre 1200 i 2200 mm, encara que en algunes àrees són fins i tot superiors.

## Flora
La flora dominant en aquesta ecoregió és l'afromontana. No s'ha fet cap estudi complet de la riquesa botànica de la regió.

## Fauna
La fauna de l'ecoregió és rica, encara que no hi ha estudis recents de biodiversitat.
Entre els primats destaquen el cercopitec de Hamlyn (Cercopithecus hamlyni), el cercopitec de L'Hoest (Cercopithecus lhoesti), el ximpanzé (Pan troglodytes) i, sobretot, el goril·la de muntanya (Gorilla beringei).

## Endemismes
La falla Albertina és una de les ecoregions més riques en endemismes d'Àfrica i una de les menys documentades.
El nombre de vegetals estrictament endèmics s'estima en més de mil espècies. També hi ha 732 espècies d'aus
Entre els amfibis hi ha 32 espècies endèmiques; entre elles, 9 espècies del gènere Hyperolius, 7 granotes grill (Phrynobatrachus), 5 del gènere Anthroleptis i 3 del gènere Xenopus.
Només es coneixen 11 espècies estrictament endèmiques de rèptils, amb 4 camaleons del gènere Chamaleo i 4 eslizones del gènere Leptosiaphos.
Hi ha 30 espècies estrictament endèmiques d'aus i 25 de mamífers; entre les últimes, 10 musaranyes i 12 rosegadors. Destaquen a més la musaranya llúdria nana de Ruwenzori (Micropotamogale ruwenzorii), una de les dues úniques espècies de tenrec d'Àfrica continental, i el goril·la de muntanya.

## Estat de conservació
En perill crític.
La densitat de població rural, sobretot a Rwanda i Burundi, és de les més altes d'Àfrica. L'agricultura i la ramaderia han destruït i fragmentat l'hàbitat. També la caça i la tala per a llenya són amenaces importants, igual que les recents guerres a la regió i els moviments de població que han provocat.

## Protecció
- Uganda:
- Parc Nacional de les Muntanyes Ruwenzori
- Parc Nacional de la Selva Impenetrable de Bwindi
- República Democràtica del Congo:
- Parc nacional Kahuzi-Biega
- Parc Nacional dels Virunga
- Ruanda:
- Parc Nacional dels Volcans
- Burundi:
- Parc Nacional de Nyungwe
- Parc Nacional Kibira
- Tanzània:
- Parc Nacional dels Monts Mahali

Els quatre primers han estat declarats Patrimoni de la Humanitat per la Unesco.